# Art nouveau à Strasbourg

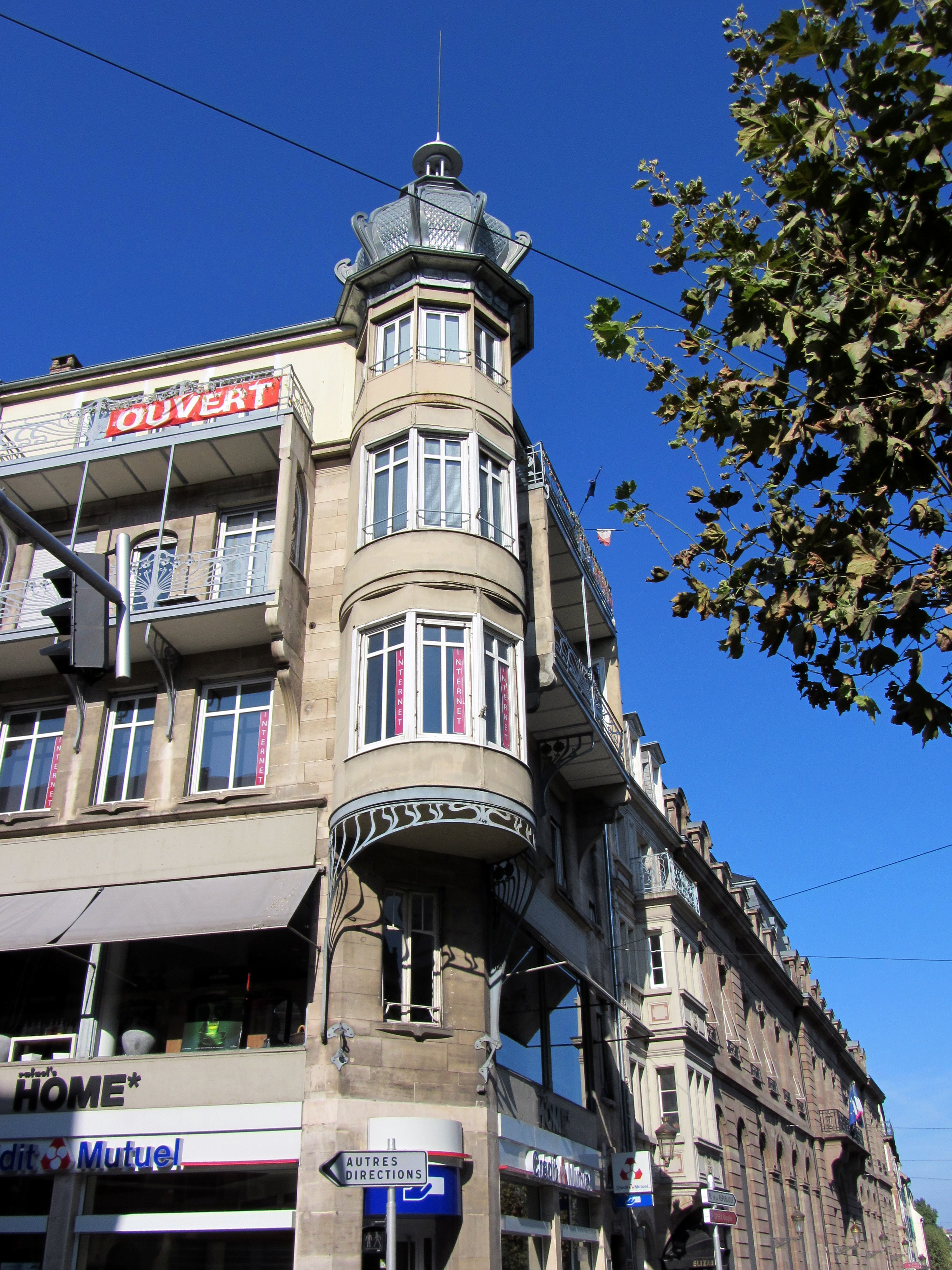
Immeuble Art nouveau, 1 place Broglie.

Après Nancy et son école, Paris et son architecte Hector Guimard, la ville de Strasbourg peut être considérée comme la troisième cité la plus représentative de l’Art nouveau en France.

## Double culture
Pendant la vingtaine d’années où l’Art nouveau exista (1893-1914), Strasbourg, comme le reste de l’Alsace-Lorraine, ne faisait pas partie du territoire français mais était rattachée à l’Empire allemand. 
La plupart des architectes qui œuvrèrent à cette époque à l’embellissement de la ville venaient souvent d’Allemagne ou, du moins, avaient effectué une partie de leurs études outre-Rhin. Deux des courants principaux de l’Art nouveau se rencontrèrent donc à Strasbourg : le Jugendstil allemand et l’Art nouveau franco-belge cher à Hector Guimard et Victor Horta.
Une des particularités de l’Art nouveau strasbourgeois vient aussi du fait que l’on retrouve souvent des duos d’architectes comme coauteurs de nombreux bâtiments comme Julius Berninger (1856-1926) collaborant avec Gustave Krafft (1861-1927) ou encore les Allemands Franz Lütke (1860-1925) avec Henri Backes (1866-1931).

## Situation
Si quelques réalisations de style Art nouveau trouvent une place dans la Grande Île, le cœur historique de Strasbourg, c'est surtout au sein de la Neustadt, l'extension de la ville réalisée durant l'annexion de l'Alsace-Lorraine, que la plupart des réalisations Art nouveau se sont concrétisées. Quelques immeubles sont aussi situés au sud dans le quartier du Neudorf autour de la route du Polygone. On dénombre ainsi plus de 120 réalisations de style Art nouveau à Strasbourg ainsi qu'une vingtaine dans la commune voisine de Schiltigheim.

## Principales réalisations Art Nouveau à Strasbourg

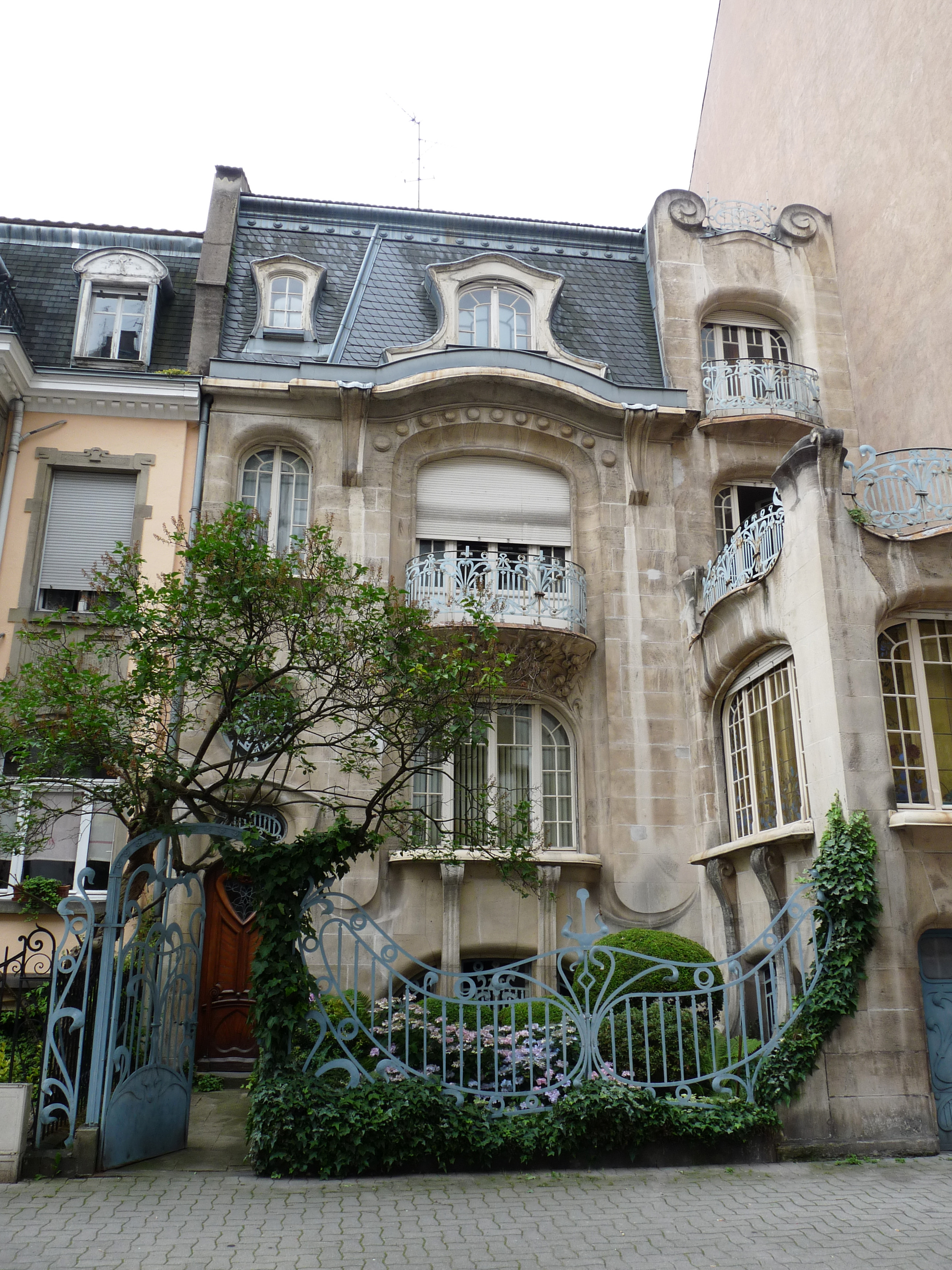
Hôtel Brion, 22 rue Sleidan

### Grande ÎleetKrutenau
- 33-37, rue des Grandes-Arcades, ancien magasin Manrique, J. Berninger et G. Krafft , 1897-1899 ;
- 41-45, rue des Grandes-Arcades, Magasin Knopf, J. Berninger et G. Krafft, 1899
- 1, place Broglie, J. Berninger et G. Krafft, 1900-1901 ;
- 1 rue de l’Académie, École des Arts Décoratifs, Ott et Roederer ;
- 7-11, rue du Parchemin, J.Berninger et G. Krafft, 1903-1905 ;
- 29, rue du Vieux-Marché-aux-Vins, Gustave Oberthur, 1909 ;
- 1, place Kléber, ancien magasin Goldschmidt, 1907, Gustave Oberthur ;

### Neustadt
- 10, rue Schwendi ;
- 46, avenue des Vosges, F. Lütke et H. Backes, 1904-1905 ;
- 11, 31, 53, 71 et 87, avenue des Vosges ;
- 38, rue Oberlin, F. Lütke et H. Backes, 1905-1906 ;
- 22, rue du Général-Castelnau, F. Lütke et H. Backes, 1901-1903 ;
- 1, rue Sellénick et 64a, avenue des Vosges, F.Lütke et H.Backes, 1902-1904 ;
- 3, rue Sellénick, F.Lütke et H.Backes, 1902-1904 ;
- 5, rue Sellénick, Palais des Fêtes, Küder et Müller, 1899-1903 ;
- 10, rue du Général Rapp, Maison égyptienne, Scheyder et Zilly, 1905-1906 ;
- 56, allée de la Robertsau, F. Lütke et H. Backes, 1902-1904 ;
- 76, allée de la Robertsau, Villa Schützenberger, J. Benringer et G. Krafft , 1897-1900 ;
- 22, rue Sleidan, Hôtel Brion, Brion, 1904-1905 ;
- 26, rue Sleidan, Brion, 1905-1906 ;
- 4, rue Erckmann-Chatrian, Villa Stempel, F. Lütke et H. Backes, 1902-1904 ;
- 24, rue Twinger, Villa Faist, F. Lütke et H. Backes, 1902-1903 ;
- 9, rue Schiller, Villa Madelung, J. Benringer et G. Krafft , 1901-1904 ;
- 10, rue Schiller, Villa Knopf, J. Benringer et G. Krafft , 1903-1905 ;
- 10, boulevard de la Victoire, Bains municipaux, Fritz Beblo, 1908 ;
- 2, rue Édouard-Teutsch angle boulevard Ohmacht, A. Walter, 1904 ;
- 8, rue Charles-Grad, A. Walter, 1904 ;
- 39 et 41, rue du Maréchal-Foch, 1890-1901.

### Neudorf
- 55, 86 et 98a, route du Polygone ;
- 4, rue Jules-Rathgeber ;
- 8, rue de Thann.